# علي الخوئي
علي بن علي-رضا الخاكْمَرداني الخوئي (1875 - 17 يناير 1932) (1292 - 9 رمضان 1350 هـ) فقيه مسلم وشاعر وكاتب إيراني أذري. ولد في بلدة خاكْمَردان في خوي بأذربيجان الإيرانية ونشأ بها. هاجر إلى النجف وتتلمذ على الآخوند الخراساني ومحمد هادي الطهراني. ساهم في مختلف العلوم الإسلامية وهو فقيه أصولي جعفري إثناعشري. عاد إلى وطنه وأقام في شرفخانة قرب أورمية وتصدى للتدريس والتأليف والإرشاد حتى توفي بها. له مؤلفات عديدة وأشعار بالعربية والفارسية.

## شعره
من شعره، تخميس قصيدة أبي الفتح البُستي، مستهلّها:

## مؤلفاته
- تشريح الصدور في وقائع الأيام والدهور
- التعادل والتراجيح
- تعديل الأوج والحضيض في نفي الجبر والتفويض
- حل الإعضال في الجواب والسؤال
- الوجيز في رد الوهابية
- وسيلة القربة في شرح دعاء الندبة
- شرح القصيدة العينية للسيد الحميري
- عقد النكاح والإخبار والإنشاء
- لسان التكملة
- الرسالة الطبية
- تذكرة العارفين
- عقد الفرائد
- رسالة التناقض بين القضيتين
- شرح القواعد
- منتخب الأشعار
- ديوان شعر